# Radom Vis 35
Pistole Vis vzor 35 (polsky Pistolet VIS wz. 35) Jde o samonabíjecí jednočinnou pistoli ráže 9 mm Parabellum, se závěrem uzamčeným pomocí žeber na hlavni a odpovídajících vybrání v závěru. Závěr se odemyká krátkým pohybem vzad a poklesem hlavně pomocí háku (systém Browning-Petters, stejný jako je použit u pistole Browning HP). Pistole nemá žádnou manuální pojistku, pouze dlaňovou pojistkou a netypicky pro jednočinou pistoli vypouštěč napnutého bicího kohoutu umístěný na levé straně zadní části závěru. Zadní hrana rukojeti je opatřena drážkou pro upevnění nástavné pažby. Konstrukce pistole vychází z pistole Browning HP.
Podle místa výroby často označovaná jako Radom. Původním továrním označením byl akronym jmen konstruktérů WiS (Wilniewczyc a Skrzypiński), který byl změněn na Vis (latinsky síla).
V době německé okupace výroba pistole pokračovala pro potřeby německé armády pod označením 9 mm Pistole 35(p).